# ميلدريد استير ماتياس
ميلدريد استير ماتياس (بالإنجليزية: Mildred Esther Mathias Hassler)‏ (1906-1995) عالم نبات أمريكي حاز على جائزة البنات الأمريكي.